# CGC Viareggio 1975
Questa voce raccoglie le informazioni riguardanti il CGC Viareggio nelle competizioni ufficiali della stagione 1975.

## Stagione
Sarà un testa a testa fino all'ultimo con il Forte dei Marmi, che alla fine vincerà il campionato e sarà promosso meritatamente.

## Maglie e sponsor
|  | 1ª divisa | 2ª divisa |

## Rosa
| N° | Naz.              | Ruolo | Sportivo             |  |  |  |
| -- | ----------------- | ----- | -------------------- |  |  |  |
|    | Italia (bandiera) | P     | Alessandro Pardini   |  |  |  |
|    | Italia (bandiera) | P     | Alessandro Cupisti   |  |  |  |
|    | Italia (bandiera) | P     | Limena               |  |  |  |
|    | Italia (bandiera) | E     | Paolo Bandieri       |  |  |  |
|    | Italia (bandiera) | E     | Marcello Della Latta |  |  |  |
|    | Italia (bandiera) | E     | Franco Piacentini    |  |  |  |
|    | Italia (bandiera) | E     | Rinaldo Musetti      |  |  |  |
|    | Italia (bandiera) | E     | Consorti             |  |  |  |
|    | Italia (bandiera) | E     | Francesco Martini    |  |  |  |
|    | Italia (bandiera) | E     | Lirio Valenti        |  |  |  |
|    | Italia (bandiera) | E     | Aniello Vezzuto      |  |  |  |